# Chef de travaux
 (28 juin 2016).
 (novembre 2023).
Le terme de chef de travaux peut avoir différentes significations suivant le contexte :

## En France

### Dans l'enseignement secondaire
Dans les lycées technologiques et professionnels, le directeur délégué aux formations professionnelles et technologiques (en abrégé : DDFPT, ou parfois DD FPT) est un conseiller et un spécialiste issu d'une discipline technologique ou professionnelle, qui exerce ses fonctions sous l'autorité directe du chef d'établissement de lycée technologique ou professionnel. 
Ayant essentiellement un rôle pédagogique, le chef de travaux devient l’adjoint du chef d’établissement, pour l’aider dans le choix et l'achat des équipements pédagogiques, pour l'informer sur l'évolution des professions et des nouvelles technologies, pour concevoir un plan de formation des personnels techniques de l'établissement, pour veiller à la mise en conformité des locaux, des matériels pédagogiques et à la formation des professeurs par rapport aux normes d'hygiène et de sécurité.
Pour chaque type d’établissement, de lycée technologique ou de lycée professionnel, il existe deux affectations de DDFPT :
- directeurs délégués aux formations professionnelles et technologiques de lycée technologique ;
- directeurs délégués aux formations professionnelles et technologiques de lycée professionnel.

#### Directeurs délégués aux formations professionnelles et technologiques de lycée technologique
Le directeur délégué aux formations professionnelles et technologiques de lycée technologique est sélectionné parmi les professeurs agrégés, certifiés ou PLP des disciplines technologiques.

#### Directeurs délégués aux formations professionnelles et technologiques de lycée professionnel
Le DDFPT de lycée professionnel est sélectionné parmi les professeurs de lycée professionnel (PLP) ou certifiés des disciplines professionnelles ou technologiques.

#### Extrait de la circulaire n°2011-215 du 01/12/2011
« La fonction de chef de travaux, essentiellement de nature pédagogique, doit tenir compte des évolutions de l'enseignement et de l'organisation des établissements scolaires.
Le chef de travaux est à la fois un spécialiste d'une discipline et le détenteur de compétences élargies qui en font un véritable "généraliste" de l'enseignement technique. Il exerce sa fonction à l'intérieur et à l'extérieur de l'établissement, sous l'autorité directe du proviseur et dans le cadre du projet d'établissement.
Le chef de travaux joue un double rôle d'organisateur et de conseiller du chef d'établissement, tant pour l'enseignement initial que pour la formation continue. »

#### Organisations représentatives des directeurs / directrices délégué-e-s aux formations professionnelles et technologiques (DDFPT)
Il y a des organisations des DDFPT (ex-chefs de travaux) qui œuvrent pour la défense de leur métier, dont entre autres :
- L'Association des Directeurs / Directrices Délégué-e-s aux Formations Professionnelles et Technologiques (APROTECT) ;
- Syndicat national des professeurs chef de travaux (SNPCT).

### Dans l'enseignement supérieur
- Maître de conférences (France)#Autres corps apparentés

## En République démocratique du Congo
Le chef de travaux correspond à la catégorie du personnel scientifique de l'enseignement supérieur et universitaire en République démocratique du Congo. Le grade de Chef de Travaux se situe entre celui d'Assistant de premier et second mandat d'une part celui de professeur-associé après soutenance d'une thèse. Le Chef de Travaux peut être chargé des cours ou être attaché à la recherche. Il est nommé par arrêté ministériel et jouit d'un statut de personnel permanent des services publics. Il est licencié tout au moins et a publié au moins deux articles scientifiques. Dès la soutenance de thèse, il devient professeur associé après une période probatoire comme docteur.